# Hosín
Hosín (en allemand : Hosin, précédemment aussi : Hosyn) est une commune du district de České Budějovice, dans la région de Bohême-du-Sud, en République tchèque. Sa population s'élevait à 951 habitants en 2023.

## Géographie
Hosín se trouve à 7 km au nord du centre de České Budějovice et à 116 km au sud de Prague.
La commune est limitée par Vlkov au nord, par Drahotěšice, Vitín, Chotýčany et Lišov à l'est, par Borek et Hrdějovice au sud, et par Hluboká nad Vltavou à l'ouest.

## Histoire
La première mention écrite du village date de 1262.

## Administration
La commune se compose de deux sections :
- Dobřejovice
- Hosín

## Galerie

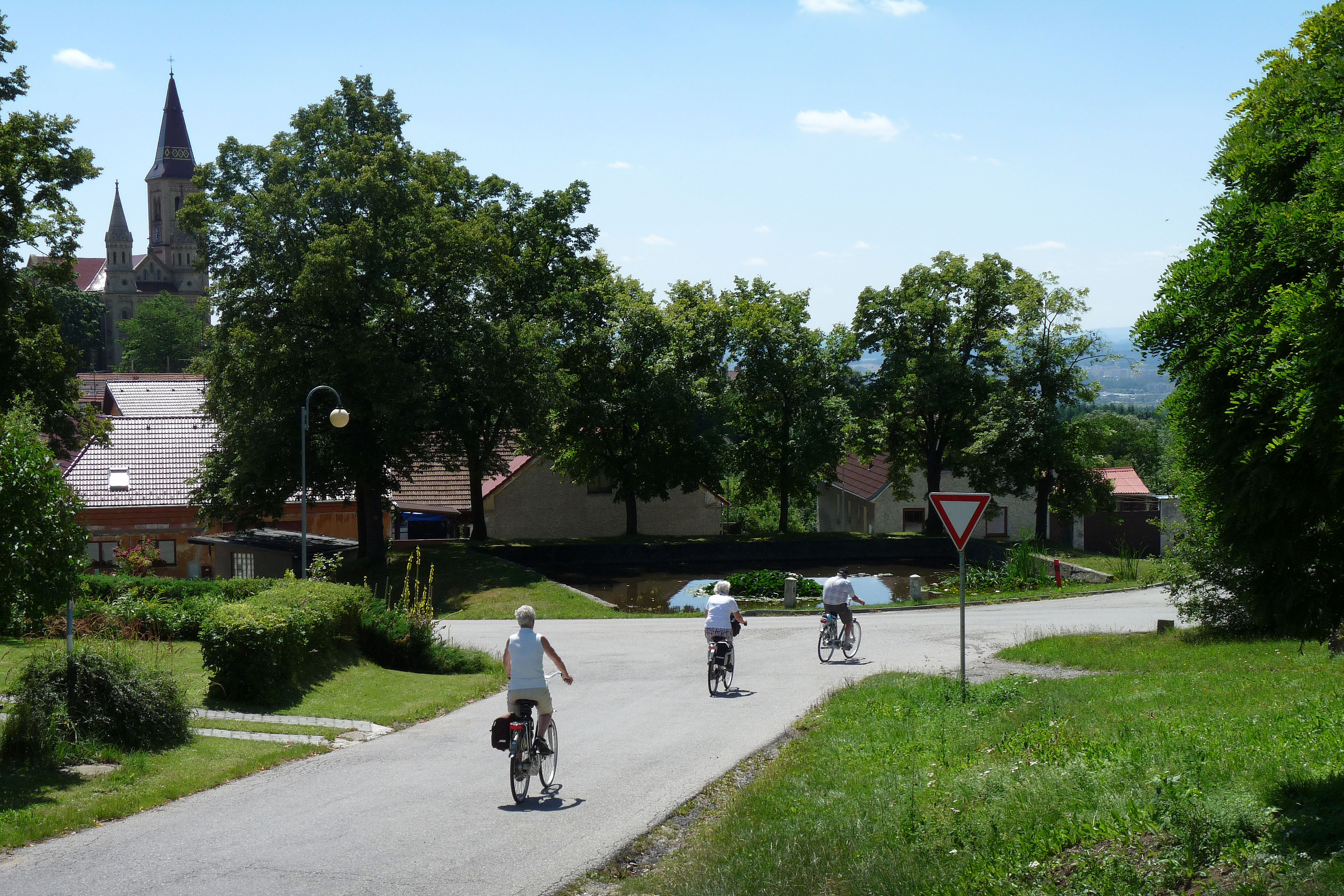
Hosín : piste cyclable.
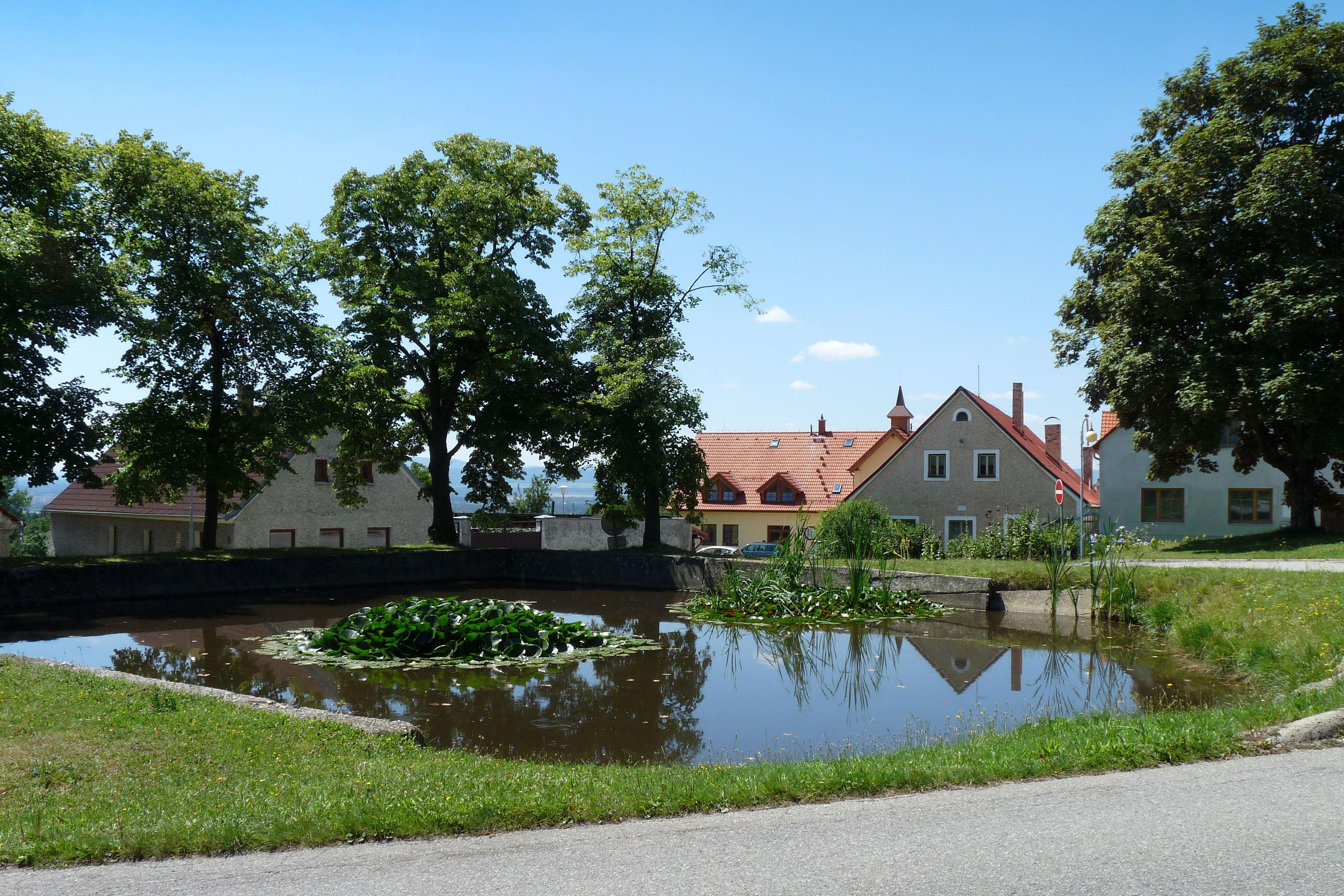
Étang à Hosín.

## Transports
Par la route, Hosín se trouve à 10 km de České Budějovice et à 143 km de Prague.